# مؤتمر قبائل كندة الأول
مؤتمر قبائل كندة الأول هو مؤتمر جرى التحضير والإعداد له من قبل مكتب شؤون ومراجع قبائل كندة، بمديرية العبر محافظة حضرموت شرق اليمن، تحت شعار "كندة.. تاريخ يتجدد" بمشاركة شيوخ وأعيان قبائل كندة، وشخصيات إجتماعية ووجهاء محليين.

## قبيلة كندة
كِندة قبيلة عربية قديمة يعود ذكرها في نصوص المسند السبئية للقرن الثاني الميلادي. وعُرفت هذه القبيلة في كتب التراث باسم «كندة الملوك» قامت مملكة كندة في نجد لتأمين الطريق التجارية. تاريخ مملكتهم «الجاهلية» يشوبه الكثير من الغموض فقد تحدث عنه الإخباريون واكتشفت كتابات عديدة في قرية الفاو مكتوبة بخط المسند القديم. اعتنقوا الإسلام في القرن السابع الميلادي وكانوا ممن وفد على النبي محمد ﷺ في عام الوفود واشتركوا في الفتوحات الإسلامية ونزل كثير منهم الشام والعراق وشمال أفريقيا وأقاموا أربع دول في الأندلس.

## توصيات المؤتمر
- تشكيل لجنة متابعة مشتركة بين مختلف فروع قبائل كندة لمتابعة تنفيذ القرارات الصادرة عن المؤتمر.
- تعزيز التعاون مع السلطات المحلية والمؤسسات الحكومية لتحقيق التنمية المستدامة.
- إنشاء صندوق دعم تنموي يساهم في تمويل المشاريع الحيوية.[5]

## البيان الختامي
بسم الله الرحمن الرحيم
البيان الختامي والمخرجات لمؤتمر قبائل كندة الأول
الحمد لله الذي بنعمته تتم الصالحات والصلاة والسلام على رسول الهدى محمد بن عبدالله صل الله علية وعلى آلة وصحبة أجمعين وبعد
تحت شعار كندة .... تاريخ يتجدد
انعقد بتاريخ 24 محرم 1446هـ الموافق 30/7/2024م بمديرية العبر المؤتمر الأول لقبائل كندة في أجواء من الود والاحترام والانسجام والتوافق إذ يختتم المجتمعون مؤتمرهم هذا ويعلنون جميعاً أفراد قبائل كندة ولكافة قبائل الأخرى في محافظة حضرموت واليمن عامة وجميع دول ومناطق تواجد كندة .... يعلنون النقاط التالية:-
- يتقدم المؤتمرون بجزيل الشكر والتقدير لشيخ علي بن عبد الله بن هفتان الصيعري شيخ مشايخ قبائل كندة على رعايته الكريمة لهذا المؤتمر.
- يتقدم المؤتمرون بجزيل الشكر والتقدير كافة الحضور من شيوخ واعيان قبائل كندة على تجشمهم عناء السفر والمشاركة الفاعلة في جلسات المؤتمر.
- يعلن المؤتمرون تضامنهم التام مع الشعب الفلسطيني في كفاحه المشروع لاسترداد ارضه وحقوقه.
- يعلن المؤتمرون بأن جميع شيوخ وأعيان وأفراد قبائل كندة في صف الدولة في البناء والتنمية وانهم يسعون جاهدين مع الدولة في إرساء الأمن والاستقرار في الوطن.
- الحفاظ على مبدأ الحرية وقبول الآخر والتعايش معه بسلام وأمان على مبدا الأخوة الدين والأرض والإنسانية.
- يقر المؤتمر قبائل كندة النتائج والتوصيات التي توصل إليها المجتمعون خلال مداولاتهم في جلسات النقاش الذي تخلل المؤتمر وفق المخرجات التالية:-

- تشكيل مجلس شورى قبائل كندة يتكون من (100) عضو من شيوخ قبائل كندة والأكاديميين ورجال القضاء والوجهاء وأعيان قبائل كندة .
- تشكيل لجنة إصلاح ذات البين تتكون من (11) عضو من ذوي الخبرة والدراية بأعراف وأصول التحكيم وإصلاح ذات البين وان تكون برئاسة الشيخ علي بن عبد الله بن هفتان الصيعري الكندي شيخ مشائخ قبائل كندة.
- إعادة هيكلة مؤسسة كندة التنموية وتشكيل لجنة تحضيرية لإعادة تفعيل نشاطها وكتابة أنظمتها ألإدارية والمالية.
- إنشاء صندوق خيري لكل قبيلة خاص بها ، وإنشاء صندوق خيري لأبناء كندة وتحدد اشتراكات ومساهمات شهرية ودورية وجمع التبرعات لمساعدة الأسر الفقيرة والمحتاجة والمرضى والمعسرين.
- وفي الختام تتوجه اللجنة التحضيرية المكلفة من قبل الشيخ علي بن عبد الله بن هفتان الصيعري بجزيل الشكر والعرفان لشيخ مشايخ قبائل كندة وكل من له الدور والمساهمة في إنجاح هذا المؤتمر من تقديم دعم مادي ومعنوي من أجل نجاح هذا المؤتمر ونسال الله أن يجعله في ميزان حسناتهم....

ولكم أنتم أيها الحاضرون كلا باسمة وصفته ومكانته تحية وشكر وإجلال لحضوركم ومؤازرتكم لإنجاح هذا الحدث العظيم والتاريخي في حضرموت الحضارة والتاريخ والإنسانية...
والشكر موصل إلى جميع ابناء قبائل كندة في الداخل والخارج في المهجر على تفاعلهم الإيجابي الذي كان وقوداَ وشعاعاَ يستنار به للوصول إلى انعقاد هذا المؤتمر التاريخي ....
وفق الله جميع مشائخ وأبناء قبائل كنده للخير والصلاح الدائم ودمتم في ود.

صادر عن مؤتمر قبائل كندة